# Marqueur génétique
Pour les articles homonymes, voir marqueur.
Le marqueur génétique est un gène ou une séquence polymorphe d'ADN aisément détectable grâce à un emplacement connu sur un chromosome. On peut l'utiliser en cartographie génétique pour « baliser » le génome et identifier des individus ou des espèces. 
Le marqueur génétique peut être décrit comme une variation (qui peut survenir en raison d'une mutation ou altération des loci génomiques) qui peut être observée. Un marqueur génétique peut être une séquence d'ADN courte, comme une séquence autour d'une seule paire de bases (single nucleotide polymorphism, SNP), ou de séquences répétées (VNTR), comme les minisatellites.
Jusqu'en 1980, les marqueurs génétiques étaient morphologiques car ils étaient basés uniquement sur des gènes polymorphes cartographiés à partir de l'analyse des phénotypes. Les nouvelles biotechnologies (PCR…) permettent une analyse directe du polymorphisme des séquences d'ADN pour dresser une carte génétique (marqueurs moléculaires -directement l'ADN - ou biochimiques).

## Types de marqueurs
Il existe différentes sortes de marqueurs : 
- RFLP, Polymorphisme de longueur des fragments de restriction,
- AFLP, Polymorphisme de longueur des fragments amplifiés
- SSLP, Simple sequence length polymorphism
- RAPD, Amplification aléatoire d'ADN polymorphe
- SNP, Polymorphisme nucléotidique,
- SSCP, Polymorphisme de conformation des simples brins
- EST, Marqueur de séquence exprimée,
- CNV, Variabilité du nombre de copies,
- VNTR, Séquence répétée
  - SSR (simple sequence repeat) ou polymorphisme de Microsatellite,
  - minisatellite,
  - STS, Sequence-tagged site

## Caractéristiques
Selon Bretting et Widrlechner (1995), les conditions idéales d'un marqueur génétique sont les suivantes : 
- être polymorphe, afin de pouvoir facilement différencier les individus ou les lignées ;
- être relativement « neutre », tant au niveau de la valeur du caractère étudié, que de la valeur sélective ;
- être codominant, pour distinguer les hétérozygotes des homozygotes ;
- avoir un déterminisme simple et connu (mendélien à hérédité simple)  ;
- ne pas être pléiotropique ni épistatique ;
- être dispersé le long du génome ;
- ne pas être lié à un autre marqueur ;
- être stable, quel que soit le stade du développement ;
- ne pas avoir d'impact sur la croissance ou la reproduction sexuée ;
- être facilement observable, sans ambiguïté possible ;
- être peu coûteux ;

## Classification des marqueurs
Ils peuvent être classés en trois groupes selon qu'ils révèlent :
- la codominance ou l'allèle dominant
- le polymorphisme de séquence ou d'unités de répétitions
- un locus, une région particulière ou régions entières (profil génétique, cartes génétiques saturées)[2].

## À ne pas confondre
- Gène marqueur, servant de témoin de transformation génétique,
- Marqueur biologique, témoin de perturbations écologiques,